# Directiva Hanníbal
La Directiva Hanníbal (també coneguda com a “Procediment Hanníbal” o “Protocol Hanníbal”) és el nom del protocol utilitzat per les Forces de Defensa d'Israel (FDI) per a evitar la presa de soldats israelians per les forces enemigues.
Aquesta directiva estipula que, en cas que un soldat sigui segrestat o cuidi ser-ho, s'ha de fer servir força màxima per a evitar-ho, fins i tot si això comporta causar-li la mort, per la qual cosa «equival a ordenar que s'afuselli al soldat capturat per a evitar que sigui fet presoner». El seu nom prové del llegendari general cartaginès Hanníbal, que va preferir suïcidar-se en caure en mans romanes.
Va ser creada el 1986, després que tres soldats de la brigada d'infanteria israeliana Givati fossin capturats per l'organització libanesa Hezbol·là. Segons aquesta doctrina, un soldat israelià mort és preferible a un presoner viu.
És possible que hagin coexistit dues versions de la Directiva Hanníbal: la versió oficial escrita, accessible només a les altes jerarquies de les FDI, i una versió oral per als comandants de divisió i nivells inferiors. En la versió oral, l'expressió «per tots els mitjans» sovint es va interpretar literalment com «tot soldat israelià està més ben mort que fet presoner», si bé en 2011 el cap de l'Estat Major de les FDI, Benny Gantz, va afirmar que la directiva no permetia matar soldats de les FDI per a evitar que caiguessin en mans enemigues.
El text complet de la directiva no es va publicar mai i, fins al 2003, la censura militar israeliana en va prohibir qualsevol discussió a la premsa. La directiva ha estat modificada diverses vegades, fins que fou oficialment revocada el 2016 pel cap de l'Estat Major de les FDI, Gadi Eizenkot. Mai s'ha fet públic quin protocol va reemplaçar la Directiva Hanníbal.
Durant l'atac liderat per Hamàs contra Israel en 2023, les FDI van rebre l'ordre d'impedir «a qualsevol preu» el segrest de civils o soldats israelians. Això possiblement va provocar la mort d'un gran nombre d'ostatges israelians, segons han denunciat periòdics israelians.  En concret, cinc hores després de l'inici dels atacs de Hamàs, la Divisió de Gaza de l'exèrcit israelià va rebre l'ordre que «ni un sol vehicle pot tornar a Gaza». Una font del comando sud va declarar al diari Haaretz: «tothom sabia en aquells dies que aquests vehicles podien portar soldats o civils segrestats (...). Tothom sabia el que significava no deixar que cap vehicle tornés a Gaza». Dos casos específics assenyalen a l'ús d'aquesta directiva. En el primer d'ells, durant els combats al quibuts Be'eri, un comandant de tancs israelià va ordenar llançar un obús contra una casa en la qual milicians de Hamàs retenien catorze ostatges israelians, matant tretze d'ells. En el segon d'ells, un ostatge israelià de seixanta-vuit anys, Efrat Katz, va morir pels trets d'un helicòpter israelià contra el vehicle que el transportava a la Franja de Gaza.